# Cornelis van der Linden
Cornelis van der Linden (Dordrecht, 24 augustus 1839 – Amsterdam, 29 mei 1918) was een Nederlands dirigent en componist, maar was vooral bekend als leider van een operagezelschap. Hij was zoon van zaagmolenaar Arie van der Linden en Elizabeth de Wit. Hij huwde zelf Catharina Legel van Hofwegen; dochter Caroline van der Linden werd zangpedagoog en kleindochter (via een andere dochter) To van der Sluys werd sopraan. Hij werd begraven op Zorgvlied.

## Leven
Het zag er in eerste instantie niet naar uit dat hij in de muziekwereld terecht zou komen; hij wilde onderwijzer worden. Het kwam uit een eenvoudig burgerlijk en groot gezin, de financiële middelen voor muziekstudie waren er niet. Hij viel echter positief op bij Ferdinand Böhme, leider van het plaatselijk strijkorkest en harmonieorkest Euterpe. Hij kreeg zijn eerste muziekopleiding dan ook van Böhme (muziektheorie en compositieleer) en verder van Jacob Kwast (piano), Henri Louis Antoine Ludwig (dwarsfluit) en Friedrich Wilhelm Nothdurft (hobo en viool). Hij vertrok op jeugdige leeftijd (1853) al naar Antwerpen om er te gaan spelen in een operaorkest. Na verblijf in steden als Luik en Brussel vertrok hij in 1859 naar Parijs en nam zitting in het orkest van Charles Gounod, die hem nog wat compositietechniek bijbracht. Na Parijs volgde Milaan met Teatro alla Scala, Duitsland en Oostenrijk.
Hij keerde in 1862/1863 terug naar Nederland. Hij vestigde zich in zijn geboorteplaats en volgde Böhme op als dirigent van het plaatselijk harmonieorkest. Daaropvolgend kwamen benoemingen bij "Liedertafel Kunstmin", "Musis Sacrum" te Dordrecht, "Ido's mannenkoor' te Hendrik-Ido-Ambacht, "Vlijt en Volharding" te Breda en "Aurora" te Kinderdijk. Hij wilde met die gezelschappen de nationale muziek verheffen.
In 1888 trok hij naar Amsterdam om er dirigent te worden van Hollandsche Opera van Johannes George de Groot in de Parkschouwburg. Hij kreeg ruzie met De Groot met als resultaat dat Van der Linden in dezelfde schouwburg van start ging met De Nederlandse Opera, De Groot ging verder in het Paleis voor Volksvlijt. Van der Linden nam later zijn intrek in de nieuwe Stadsschouwburg. Ook in die periodes kwam relatief veel Nederlands repertoire op de planken zoals opera's van Simon van Milligen (Brinio), Richard Hol (Floris V en Uit de branding) en Cornelis Dopper (De blinde van kasteel Cuillé). Hij liet ook de Nederlandse première (1894) van Rienzi van Richard Wagner onder zijn bewind plaatsvinden; idem van Die Meistersinger von Nürnberg van dezelfde componist (1901-1902). Tal van bekende musici deden ervaring bij hem op, zoals Cato Engelen-Sewing, Henri Albers, Jos Orelio, Jacobus Urlus, Désiré Pauwels, Peter Raabe, Evert Cornelis en Cornelis Dopper.
Rond 1902 pakten donkere wolken zich samen boven zijn gezelschap. Jaloezie, het moeilijke karakter van Van de Linden, vertrek van solisten en de Spoorwegstakingen van 1903 leidden tot opheffing van het ensemble. Van der Linden vertrok hij naar de Verenigde Staten voor een opera/concertreis waarvoor hij de opera Mrs. Simmons of Kansas neerpende. Na terugkomst werd hij hoofdredacteur bij het muziekblad De Muziekbode in Tilburg (1908-1918). Hij probeerde het operaleven opnieuw van de grond te krijgen, maar een poging daartoe in Rotterdam (1905) mislukte.
Naast genoemde functies was hij van 1877 tot 1886 eerste secretaris van de Nederlandse Toonkunstenaars Vereeniging (NTV) van Gustaaf Adolf Heinze, Richard Hol, Willem Nicolaï, Willem Stumpff en Hendrik Arnoldus Meijroos.

## Werklijst
Van der Linden schreef een lijst aan werken, destijds gezien als belangrijk, maar al in de tweede helft van de 20e eeuw grotendeels vergeten:
- Catharina en Lambert (opera 1888/1889)
- Leiden ontzet; een opera uit 1893 naar libretto van Ernest van der Ven; première in 1894
- Cantate De sterrenhemel
- Cantate Charité
- Cantate Vriendschap
- Cantate Kunstmin
- Cantate Musis Sacrum
- Cantate Roep om vrede in Zuid-Afrika
- Teniers (zangspel)

Liederen voor gemengd en mannenkoor, werken voor harmonieorkest, zeven ouvertures en bracht met dr. Mansfeldt een Hollandsch-Afrikaansche Liederenbundel uit omgeschreven voor zangstem en piano. Zijn opuslijst bereikte met opus 74 Klein Nederland.
Amsterdam-Zuid kent een Cornelis van der Lindenstraat nabij het Harmoniehof.
- Biografisch Portaal: 59840504
- Digitale Bibliotheek voor de Nederlandse Letteren: lind127
- Gemeinsame Normdatei: 1146536526
- International Standard Name Identifier: 0000 0003 9614 0544
- Nederlandse Thesaurus van Auteursnamen: 069915644
- Virtual International Authority File: 291019209
- WorldCat: E39PBJfRGfpHfP8jC893btjV4q

1. ↑  Henri Louis Antoine Ludwig (Den Haag, 1828 - Gorinchem 1901) was muziekonderwijzer in Rhenen, Zaandam, Grave en Gorinchem, was ook dirigent van harmonieorkest en orkest van de schutterij in Gorinchem.